# Atholus conformis
Atholus conformis är en skalbaggsart som först beskrevs av Wilhelm Ferdinand Erichson 1834.  Atholus conformis ingår i släktet Atholus och familjen stumpbaggar. Inga underarter finns listade i Catalogue of Life.